# George Edward Challenger

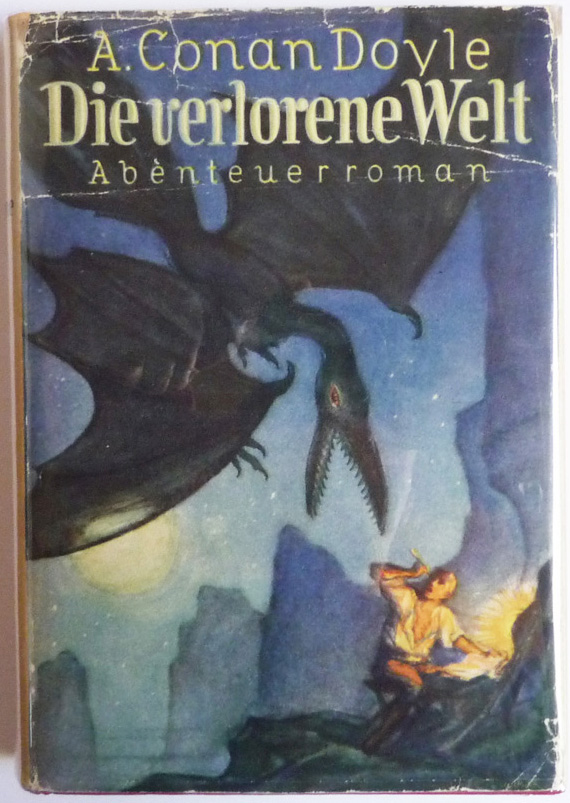
Deutsche Erstausgabe, Scherl, Berlin 1926

Professor George Edward Challenger ist eine vom britischen Schriftsteller Sir Arthur Conan Doyle geschaffene Kunstfigur, die in seinen zur Zeit des frühen 20. Jahrhunderts spielenden Romanen als Forscher und Entdecker tätig ist. Sie steht allerdings im Schatten der vom selben Autor erschaffenen Figur des Detektivs Sherlock Holmes.

## Person
Professor Challenger wird im Hauptwerk Die vergessene Welt aus dem Jahre 1912, das in viele Sprachen übersetzt und diverse Male verfilmt wurde, mit einer fiktiven Biographie versehen: so sei er 1863 in Langs, N.B. (Schottland) geboren, sei im Gymnasium dieser Stadt zur Schule gegangen, habe an der Universität Edinburgh studiert, sei seit 1892 am Britischen Museum, dort derzeit als stellvertretender Leiter der Abteilung für vergleichende Anthropologie tätig. Er wird als aufbrausend und gewalttätig beschrieben, seine äußere Erscheinung ist die eines rauschebärtigen Hünen.

## Handlungen
Im Zentrum des Romans Die verlorene Welt steht die Erkundung eines geheimnisvollen südamerikanischen Plateaus im Dschungel (siehe Tepui), das von Urtieren bewohnt sein soll. Der Sidekick von Challenger ist der junge, aufstrebende irische Journalist Edward Dunn Malone; er sucht eine Gelegenheit, sich selbst als Mann zu behaupten und so seine große Liebe für sich einzunehmen. Außerdem dabei sind der Großwildjäger Lord John Roxton und Challengers Kollege Professor Summerlee. In Im Giftstrom lädt Challenger diese Freunde ein, um das Ende der Welt, die sich in Form einer kosmischen Giftwolke, die die Erde erreicht, ereignet, zu beobachten, aber letztlich endet alles glimpflich. Im Roman Das Nebelland nehmen Professor Challenger, seine charmante Tochter Enid und der Journalist Malone an Séancen teil und tauchen dabei tief in die edwardianische Spiritistenszene ein. In der Kurzgeschichte Als die Erde schrie beweist Challenger mit einer Tiefenbohrung, dass die Erde ein lebender Organismus ist. Die letzte von Arthur Conan Doyles Erzählungen, in denen Challenger auftaucht, Die Desintegrationsmaschine, führt Malone und ihn mit einem verrückten Wissenschaftler zusammen, der eine Maschine entwickelt hat, mit der man Objekte und Organismen auflösen und wieder zusammenfügen kann.
Nach den Romanen und Erzählungen von Arthur Conan Doyle versuchten sich später gelegentlich weitere Autoren an der Figur des Professor Challenger mit sog. Pastiches. Häufig wurde Challenger dabei mit Doyles berühmtester Schöpfung, Sherlock Holmes, zusammengebracht. In dem Roman Sherlock Holmes's War of the Worlds, in Deutsch: Sherlock Holmes vs Mars, von Manly Wade Wellman und Wade Wellmann aus dem Jahre 1975 begegnen sich Holmes und Challenger anlässlich der von H.G. Wells geschilderten Geschichte um die Invasion der Marsianer, Krieg der Welten. In Guy Adams' The Army of Dr. Moreau (auf Deutsch Die Armee des Dr. Moreau) treten außer Sherlock Holmes und Professor Challenger die Romanfiguren Dr. Moreau aus Die Insel des Dr. Moreau und Professor Cavor aus Die ersten Menschen auf dem Mond (beide von H. G. Wells) sowie Professor Lidenbrock aus dem Roman Die Reise zum Mittelpunkt der Erde (von Jules Verne) auf.

## Verfilmungen
- The Lost World (Die verlorene Welt), USA 1925, Regie: Harry O. Hoyt
- The Lost World (Versunkene Welt), USA 1960, Regie: Irwin Allen
- The Lost World (Die verlorene Welt), USA 1992, Regie: Timothy Bond, mit John Rhys-Davies, David Warner u. a.
- The Lost World (Dinosaurs – Die Vergessene Welt), Kanada 1998, Regie: Bob Keen
- The Lost World (Die verlorene Welt), TV-Version von 1999 (USA), Regie: Richard Franklin
- The Lost World (Die vergessene Welt), BBC-Fernsehfilm von 2001, Regie: Colin Budds, mit u. a. Bob Hoskins, Peter Falk, Matthew Rhys.
- King of the Lost World (König einer vergessenen Welt), Direct-to-Video-Film von 2005 (USA), Regie: Leigh Scott, u. a. mit Bruce Boxleiter.
- Jurassic Attack, USA 2013, Regie: Anthony Fankhauser

## Sonstige Adaptionen
- Die vergessene Welt (Hörspiel), Ripper Records 2005, Regie und Bearbeitung: Frank Gustavus
- Die vergessene Welt (Hörbuch), AUDIOBUCH Verlag 2008, ISBN 978-3-89964-311-4, Ungekürzte Lesung. 6 CDs, Hubertus Gertzen (Sprecher)
- André-Paul Duchâteau/Patrice Sanahujas: Challenger, graphic Novel in 2 Teilen (französisch), Frankreich 1990, 1992